# Dar Behesht
Dar Behesht (farsi درب بهشت) è una città dello shahrestān di Jiroft, circoscrizione di Sarduie, nella provincia di Kerman. Aveva, nel 2006, una popolazione di 3.456 abitanti. 